# Estación de Pontevedra-Campolongo
Pontevedra-Campolongo fue una estación de ferrocarril que existió en la ciudad española de Pontevedra, en la provincia homónima. Las instalaciones estuvieron operativas entre 1884 y 1966. 

## Descripción
Fue la primera estación ferroviaria de la ciudad. Estuvo en funcionamiento durante más de ochenta años, hasta su cierre definitivo en 1966, cuando fue sustituida por una nueva estación situada en el barrio de Gorgullón. El solar que ocupaba fue urbanizado, dando lugar a la actual plaza de Galicia en el centro de la ciudad en el límite con el actual barrio de Campolongo.
La antigua estación de ferrocarril de Campolongo inaugurada en 1884, era un destacado ejemplo de arquitectura ferroviaria del siglo XIX en Galicia. De estilo funcional con influencias neoclásicas, presentaba una planta rectangular alargada y una composición simétrica con un cuerpo central de dos alturas flanqueado por dos cuerpos laterales de una sola planta. Su diseño incorporaba elementos como vanos en arco de medio punto creando orden y equilibrio, molduras en piedra granítica local y cornisas marcadas en granito. Los arcos tanto en puertas como ventanas estaban enmarcados con dovelas que reforzaban la estética clásica. La ornamentación moderada estaba subordinada a la función: predominaban la claridad estructural, el orden y la simetría.

## Historia
El primer tren llegó a Pontevedra el 16 de mayo de 1884, procedente de Redondela. La estación de ferrocarril fue inaugurada oficialmente el 30 de junio de 1884, con gran expectación ciudadana. Su construcción supuso un importante impulso para las comunicaciones y el desarrollo económico de la ciudad, al conectar Pontevedra con el eje ferroviario gallego. El edificio de viajeros se construyó en las afueras de la ciudad de entonces, en terrenos del actual barrio de Campolongo. Pronto se convirtió en una infraestructura esencial, al facilitar el transporte de mercancías y pasajeros y establecer enlaces con otras líneas, como la de Santiago de Compostela.
Durante décadas, la estación de Campolongo desempeñó un papel destacado en la vida urbana y económica de Pontevedra. En los alrededores de la Estación se registró un boom hotelero. Se construyeron varios hoteles emblemáticos como el hotel modernista Palace Hotel en 1904 (en la actual plaza de Galicia), el Gran Hotel Engracia también en 1904 (en la actual calle Andrés Muruais, llamada popularmente Cuesta de la Estación) o el Hotel Méndez Núñez en 1888 en la plaza de San José. Pontevedra era un destacado foco de atracción turística en Galicia gracias a espectáculos de gran afluencia, como las corridas de toros, para las que se ofrecían descuentos en los billetes de tren, las exhibiciones aéreas o los eventos deportivos.
A medida que la ciudad crecía y el tráfico ferroviario aumentaba, la estación de Campolongo fue quedando desfasada. La ubicación, ya integrada dentro de la trama urbana, dificultaba el desarrollo urbanístico de la ciudad al actuar las vías férreas como un corsé en el actual centro de Pontevedra. En la década de 1950 se empezó a construir una nueva estación para la ciudad al sur de la misma, en el barrio de Gorgullón, que fue inaugurada el 8 de agosto de 1966.
Con la puesta en servicio de la nueva estación, la de Campolongo fue clausurada y, poco después, derribada en julio de 1968. Su lugar fue ocupado por la plaza de Galicia. Sobre parte de los antiguos terrenos ferroviarios se construyó una nueva urbanización residencial que daría origen al actual barrio de Campolongo.
La urbanización de la zona supuso una importante transformación del paisaje urbano de Pontevedra. Las antiguas vías fueron desmanteladas y convertidas en la Avenida de Augusto García Sánchez, mientras que el espacio ocupado por la estación se convirtió en la plaza de Galicia, que fue objeto de una profunda remodelación en 1991, al igual que la Avenida de Augusto García Sánchez.
Aunque no quedan restos visibles de la estación, su huella histórica persiste en la memoria colectiva de la ciudad. Diversas exposiciones han contribuido a recuperar y divulgar la importancia de esta infraestructura ferroviaria en el desarrollo de Pontevedra.